# 7001 Нетер
7001 Нетер (7001 Noether) — астероїд головного поясу, відкритий 14 березня 1955 року.
Тіссеранів параметр щодо Юпітера — 3,514.